# Klaus-Robert Müller
Klaus-Robert Müller (Karlsruhe, 1964) è un fisico e informatico tedesco.
Autore di varie pubblicazioni nel campo del machine learning e dell'interfaccia neurale, dal 2012 è membro dell'Accademia Cesarea Leopoldina.

## Biografia
Conseguì il diploma di laurea in fisica matematica e il dottorato in informatica teorica all'Università di Karlsruhe. Successivamente si trasferì a Berlino come borsista del Fraunhofer FIRST, divenuto parte del Fraunhofer Institute for Open Communication Systems, nell'ambito del Fraunhofer-Gesellschaft. Lì costituì il gruppo Intelligent Data Analysis (IDA).
Dal 1994 al 1995 divenne ricercatore presso il laboratorio Shun'ichi Amaris dell'Università di Tokyo.
Nel 1999 Müller fu nominato professore associato di neuroinformatica all'Università di Potsdam, prima di ottenere nel 2003 la cattedra di Reti Neurali e Analisi delle Serie Storiche.
Dal 2006 è titolare della cattedra di Machine learning all'Università Tecnica di Berlino.

Co-fondatore e condirettore del suo  Big Data Center di Berlino (BBDC), dal 2012 è anche ordinario alla Università della Corea in Seul.
Le sue ricerche vertono sulle reti neurali artificiali, sui metodo kernel e in particolare sulle macchine a vettori di supporto. Müller ha aperto la strada all'applicazione di nuovi metodi di riconoscimento di pattern applicati alle interfacce cervello-computer a favore di pazienti affetti dalla Sindrome locked-in.
Inoltre, ha applicato l'analisi delle serie storiche e dei metodi di apprendimento automatico all'analisi di dati biomedici (interfaccia cervello-computer, dati genomici, data mining sanitario), simulazioni atomistiche e chimica computazionale.

## Opere
- Klaus-Robert Müller, Grégoire Montavon, Neural Networks: Tricks of the Trade, Berlino, Heidelberg 2012, ISBN 3-642-35289-8.
- Klaus-Robert Müller, Genevieve B. Orr, Neural Networks: Tricks of the Trade, Berlino, Heidelberg 1998, ISBN 3-540-65311-2.

## Premi e riconoscimenti
- 1999: Premio Olympus per il riconoscimento di pattern[3];
- 2012: eletto membro dell'Accademia delle Scienze Leopoldina;
- 2014: Premio della Scienza di Berlino, conferitogli dal sindaco[4];
- 2014: sovvenzioni del Consiglio europeo della ricerca, selezionato all'interno del Panel Consolidator Grants.[5]
- 2019: ISI Highly Cited Researcher 2019[6]
- 2020: ISI Highly Cited Researcher 2020[7]